# Jānis Veselis
Jānis Veselis (Nereta, 1896 – Milwaukee, 1962) è stato uno scrittore lettone.
Nel 1921 si stabilì a Riga, dove svolse attività di scrittore e guerrigliero partigiano contro l'URSS. Sconfitti i partigiani lettoni, fu costretto ad emigrare in Germania (1944) e da lì negli USA.
Tra le sue opere si ricordano Nel fracasso del mondo (1920), L' angelo Ufir (1924), Gente dei campi (1927), Tre fortune (1929), La croce diurna (1931) e Nelle capanne di raggi (1947).